# Hydaspis Chaos
Hydaspis Chaos é uma região no quadrângulo de Oxia Palus em Marte, localizada a 3.2° latitude norte e 27.1° longitude oeste. A região possui aproximadamente 355 km em extensão. Ela recebeu o nome de uma formação de albedo clássica.

## Vales fluviais e chaos
Muitos vales fluviais de grande tamanho podem ser encontrados nessa área; ao longo de formações geológicas colapsadas, chamadas “chaos”. As formações caóticas podem ter entrado em colapso quando a água veio à superfície. Rios marcianos se iniciam em regiões caóticas. Uma região caótica pode ser reconhecida por um aninhado de mesas, morros, e colinas, atravessados por vales que em alguns locais parecem apresentar padrões. Algumas partes dessa área caótica não entraram em colapso completamente — elas ainda são formadas por mesas extensas, o que implica que elas podem ainda conter gelo.   Terrenos caóticos ocorrem em vários locais em Marte, e sempre dão uma forte impressão de que algo perturbou o solo repentinamente. As regiões caóticas se formaram há muito tempo. Através da contagem de crateras (mais crateras em determinada área indica uma superfície mais antiga) e através do estudo da relação dos vales com outras formações geológicas, os cientistas concluíram que os canais se formaram há 2.0-3.8 bilhões de anos atrás. 
Uma hipótese geralmente aceita para a formação de grandes canais de escoamento é a de que estes foram formados por inundações catastróficas de água liberada de reservatórios subterrâneos gigantes. Talvez, a água tenha começado a emergir do solo devido a falhas geológicas ou atividade vulcânica. Às vezes, magma quente flui apenas sob a superfície. Nesse caso, o solo será aquecido, mas pode não haver qualquer indício de lava na superfície. Após a liberação da água, a superfície desaba. Se movendo através da superfície, a água teria simultaneamente congelado e evaporado. Pedaços de gelo que teriam se formado rapidamente podem ter potencializado o potencial erosivo da inundação. Além do mais, a água pode ter se congelado na superfície, mas continuado a fluir no subsolo, erodindo o solo na medida em que avançava.  Rios em climas frios na Terra se congelam frequentemente na superfície, mas continuam a fluir.  
Tais inundações catastróficas teriam ocorrido na Terra. Um exemplo comumente citado é o Channeled Scabland no estado de Washington nos Estados Unidos; este se formou pelo irrompimento da água do lago Missoula no Pleistoceno. Esta região lembra os canais de escoamento marcianos.